# TV Cultura do Vale
TV Cultura do Vale é uma emissora de televisão educativa brasileira sediada em Montenegro, no estado do Rio Grande do Sul. Pertence à Fundação Municipal de Artes de Montenegro (Fundarte), uma fundação pública de direito privado sem fins lucrativos, instituída pela Prefeitura de Montenegro, que opera várias atividades culturais e artísticas no município. Iniciou suas transmissões no ano 2000, como um canal de TV aberto, permanecendo neste formato até 2022, quando toda a produção de conteúdo passa a ser voltada para suas redes sociais. Neste período, foi afiliada da TV Cultura (entre 2000 e 2012) e Canal Futura (de 2012 a 2022).

## História

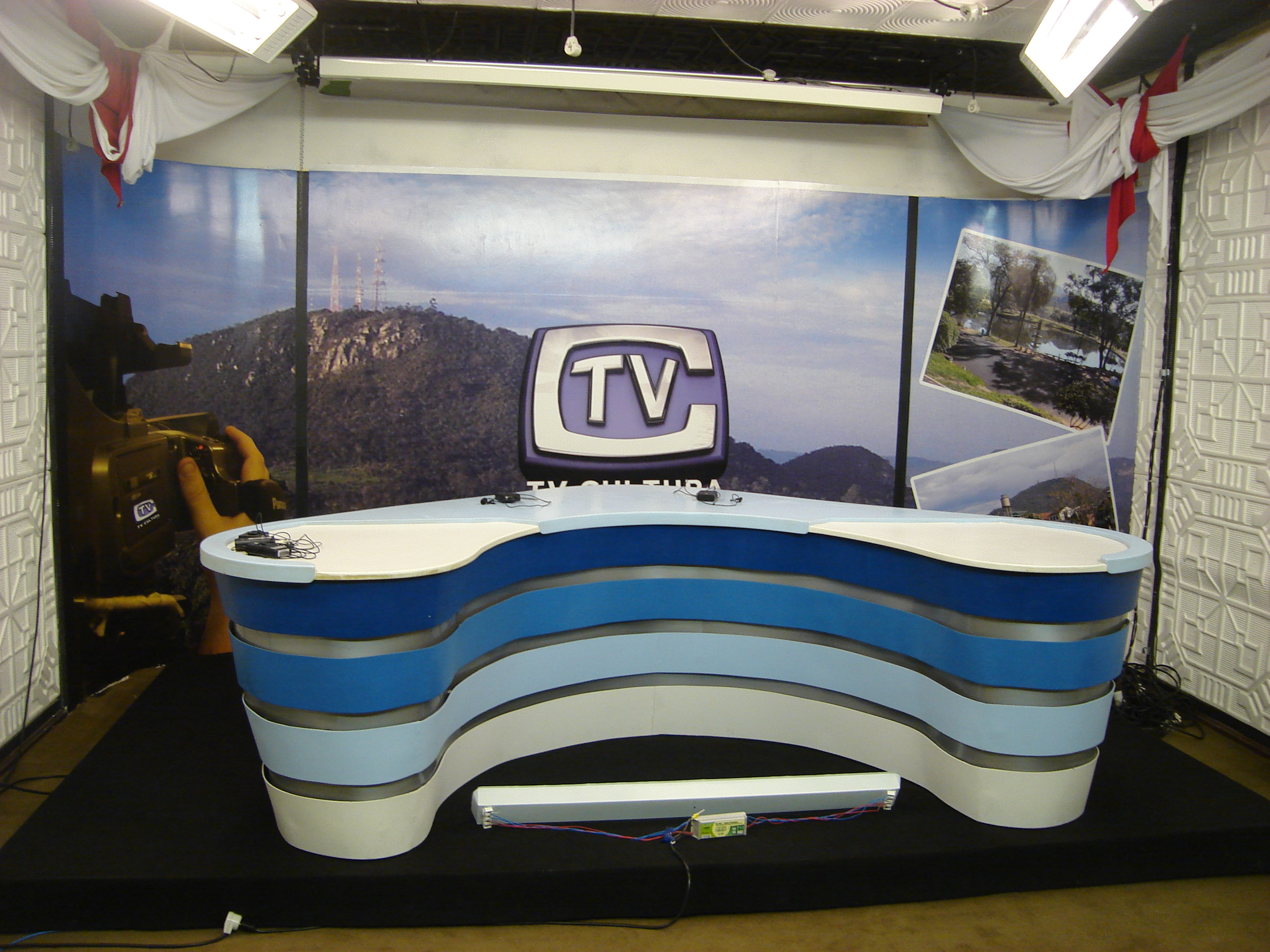
Estúdio da TV Cultura do Vale em 2008

O canal entrou no ar em 31 de dezembro de 2000, quando a Fundação Municipal de Artes de Montenegro recebeu a concessão do canal 53 UHF analógico do Ministério das Comunicações. Desde então, a emissora foi afiliada da TV Cultura até 31 de dezembro de 2012, quando passou a transmitir o Canal Futura. A TV Cultura do Vale também possuía mais duas retransmissoras localizadas nos municípios de Salvador do Sul e São Sebastião do Caí. Essas retransmissoras foram desativadas com a implementação do sinal digital, em 2018.[carece de fontes?]
Em março de 2022, a TV Cultura do Vale lança sua nova programação voltada para as suas redes sociais. Com isso, o canal 46 UHF digital é desativado.
Transição para o sinal digital
Com base no decreto federal de transição das emissoras de TV brasileiras do sinal analógico para o digital, a TV Cultura do Vale, bem como as outras emissoras da Região Metropolitana de Porto Alegre, cessou suas transmissões pelo canal 53 UHF em 31 de janeiro de 2018, seguindo o cronograma oficial da ANATEL.